# Ouragan Ida
Pour les articles homonymes, voir Cyclone tropical Ida.
L’ouragan Ida est la neuvième tempête tropicale nommée, le quatrième ouragan et le deuxième ouragan majeur et le premier à atteindre la catégorie 4 de la saison cyclonique 2021 dans l'océan Atlantique nord. L'arrivée d’Ida s'est produit lors du 16e anniversaire de la frappe de Katrina presque au même endroit. La pression centrale d’Ida était de 929 hPa, soit la seconde plus basse à avoir frappé en Louisiane après celle de Katrina à 920 hPa.
Le cyclone tropical s'est formé à partir d'une onde tropicale notée le National Hurricane Center (NHC) le 23 août pénétrant dans la mer des Caraïbes au nord de la côte du Venezuela. Le système a développé une zone orageuse après avoir longé la côte un certain temps puis a tourné vers le nord-nord-ouest et est devenu la tempête tropicale Ida le 26 août. Le lendemain, elle s'est renforcée un ouragan de catégorie 1 près de l'île de la Jeunesse (Cuba) pour ensuite frapper la province de Pinar del Río.
Traversant sans encombre cette région, Ida s'est retrouvé sur les eaux très chaudes du golfe du Mexique avec peu de cisaillement des vents en altitude pour inhiber son développement. À partir de la mi-journée du 28, l'ouragan a subi une intensification explosive, passant de la catégorie 2 à la catégorie 4 en 18 heures tout en se dirigeant vers le delta du Mississippi. Cet ouragan puissant, avec des vents soutenus de 240 km/h, a touché la côte à 16 h 55 UTC le 29 près Port Fourchon (Louisiane).
L'ouragan a d'abord lentement faibli en entrant en Louisiane mais la friction et la perte d'énergie en s'éloignant des côtes l'ont ramené à une tempête tropicale tôt le 30 août puis dépression tropicale à 21 h UTC sur l'État du Mississippi. En mi-journée du 1er septembre, le système est devenu extratropical en passant sur la Virginie-Occidentale. Par la suite la dépression frontale a traversé le Nord-Est des États-Unis et les provinces de l'Atlantique canadiennes 
Ida a causé d'importants dommages aux infrastructures dans toute la Louisiane et le Mississippi ainsi que des inondations extrêmement importantes dans les zones côtières. Les digues de la Nouvelle-Orléans ont cependant survécu contrairement à ce qui s'était passé en 2005 avec Katrina. Tout au long de son trajet à travers les États-Unis, il a causé des inondations, des tornades et fait de nombreuses pertes de vie (54 directes, 7 indirectes au 2 septembre). Les villes du Nord-Est comme Philadelphie et New York ont été particulièrement touchées. Il est estimé que la tempête a causé au moins 65,25 milliards $US (2021) en dommages, dont 18 de pertes assurées en Louisiane, faisant d’Ida le sixième cyclone tropical le plus coûteux,. Dans l'ensemble, il y a eu au moins 77 décès dans huit États américains liés à Ida dont au moins 51 décès dans le nord-est des États-Unis,,.
Le 27 avril 2022, le Comité des ouragans de l’Organisation météorologique mondiale (OMM) a supprimé Ida des listes futures de noms utilisés pour les cyclones tropicaux de l’Atlantique Nord en raison du très lourd bilan humain et matériel associé à cet ouragan de catégorie 4. Imani le remplacera pour la saison 2027.

## Évolution météorologique
Le NHC suivait une onde tropicale depuis quelques jours le long de la côte du Venezuela quand le 26 août, à 15 h UTC, il émit son premier bulletin pour la dépression tropicale Neuf. En effet, l'onde avait enfin développé une zone de basse pression et une circulation cyclonique au centre-ouest de la mer des Caraïbes. Un peu plus de six heures plus tard, le rapport provenant d'un avion de reconnaissance a permis d'établir que la dépression s'était intensifiée en tempête tropicale. Le système fut donc baptisé Ida alors qu'il était à 205 km au sud-est de Grand Cayman. Des alertes cycloniques furent émises pour les îles Caïmans, Cuba et la côte de la Louisiane, les deux derniers pour des conditions d'ouragan.
À 17 h 10 UTC le 27, un avion de reconnaissance permit d'établir qu’Ida avait atteint le statut d'ouragan de catégorie un, à 50 km à l'est-sud-est de l'Île de la Jeunesse (Cuba). À 23 h 25 UTC, le NHC a annoncé que l'ouragan avait touché la côte de la province de Pinar del Río, à 30 km à l'est de La Coloma, Cuba. Il a ensuite traversé rapidement les terres pour rejoindre le golfe du Mexique un peu plus de 3 heures plus tard sans être affecté par son transit et dans des conditions très favorables à son intensification. À ce moment, le NHC prévoyait un développement en ouragan majeur qui se dirigeait directement vers la côte de la Louisiane, menaçant la Nouvelle-Orléans. Le président Joe Biden a approuvé l’état d’urgence pour l'État ce qui permettait de déployer l'aide fédérale pour la préparation au cyclone pour les zones étant déjà sous un ordre d’évacuation volontaire et/ou obligatoire.
À 15 h UTC le 28, Ida a atteint la catégorie 2 de l'échelle de Saffir-Simpson à 470 km au sud-sud-est du delta du Mississippi et en rapide intensification grâce aux eaux très chaudes du golfe du Mexique et au faible cisaillement des vents en altitude. Près de 300 plateformes pétrolières dans la trajectoire d’Ida, la moitié du nombre avec personnel du golfe du Mexique, ont été évacuées selon le U. S. Bureau of Safety and Environmental Enforcement. Plus de 80 % de la production de pétrole et de gaz de la région a ainsi été interrompue.

Boucle d'images satellitaires en infrarouge montant les sommets extrêmement froid et l'œil de l'ouragan au moment de toucher la côte de Louisiane.

Boucle d'images radars de l'arrivée d’Ida en Louisiane.

À 6 h UTC le 29, Le NHC a annoncé qu’Ida était devenu un ouragan majeur de catégorie 3 à 170 km des côtes de la Louisiane et à 8 h UTC, il passait à la catégorie 4. À 12 h UTC, l'ouragan n'était plus qu'à 80 km des côtes et ses vents soutenus avaient atteint 240 km/h. Une heure plus tard, une station à Southwest Pass, à l'extrémité sud-ouest du delta du Mississippi, commença à signaler un vent soutenu de 169 km/h avec rafales à 194 km/h. Le centre d’Ida a touché la côte près de Port Fourchon à 16 h 55 UTC, ses vents soutenus toujours à 240 km/h et la pression centrale à 930 hPa (cependant sa pression minimale fut de 929 hPa),. L'ouragan déversait des trombes d'eau et produisait une onde de tempête extrême le jour même de l'anniversaire de l'arrivée désastreuse de Katrina 16 ans plus tôt.
En entrant dans les terres, l'ouragan a graduellement perdu de son intensité par friction et est retombé à tempête tropicale 9 h UTC le 30 alors qu'il était à 75 km au nord-nord-est de Baton Rouge, la capitale de la Louisiane. À 21 h UTC, le système est retombé au niveau de dépression tropicale dans le centre-ouest de l'État du Mississippi et le NHC a passé la main au Weather Prediction Center (WPC) pour les avis suivants.
Tôt le matin du 31 août, Ida était seulement rendu dans le nord du Mississippi, continuant de déverser de fortes pluies jusqu'en Virginie-Occidentale et produisant des lignes orageuses jusqu'en Géorgie, tout en se dirigeant vers le nord-est à 20 km/h. En soirée (local), la dépression tropicale était rendue dans le nord-est du Tennessee avec la pluie se dirigeant vers les États du Mid-Atlantic. En mi-journée du 1er septembre, le système est devenu extratropical en passant sur la Virginie-Occidentale en direction du golfe du Maine à 40 km/h. Ses pluies s'étendaient alors de la Pennsylvanie jusqu'au sud de la Nouvelle-Angleterre en passant par New York.
À 3 h UTC le 2, la dépression frontale atteignait l'arrondissement Staten Island de New York et commençait à s'intensifier. À 12 h UTC, elle passait à l'est du Cap Cod, Massachusetts en direction de la Nouvelle-Écosse. En mi-journée du 3 septembre, la tempête était rendue sur le centre du golfe du Saint-Laurent à 993 hPa où elle fut capturée par une dépression coupée en altitude. Par la suite, elle a effectué une rotation anti-horaire sur l'ouest du golfe avant de se dissiper la nuit du 4 au 5 au sud de Terre-Neuve au profit d'une autre dépression dans la mer du Labrador.

## Préparatifs

### Antilles
Dans la province de Pinar del Rio (Cuba), l’épicentre de la pandémie de Covid-19 sur l’île, plus de 10 000 personnes ont été évacuées et l’électricité a été coupée de manière préventive le 27 août. À La Havane assez proche, le transport public avait été suspendu par précaution dès la mi-journée et des milliers de personnes évacuées. Le 28 août, 800 personnes, dont des enseignants et des étudiants surveillant les tortues sur la péninsule de Guanahacabibes, ont été évacués à cause d’Ida, selon le chef de la défense civile de la région. 6 281 personnes ont dû chercher refuge à La Palma.

### États-Unis

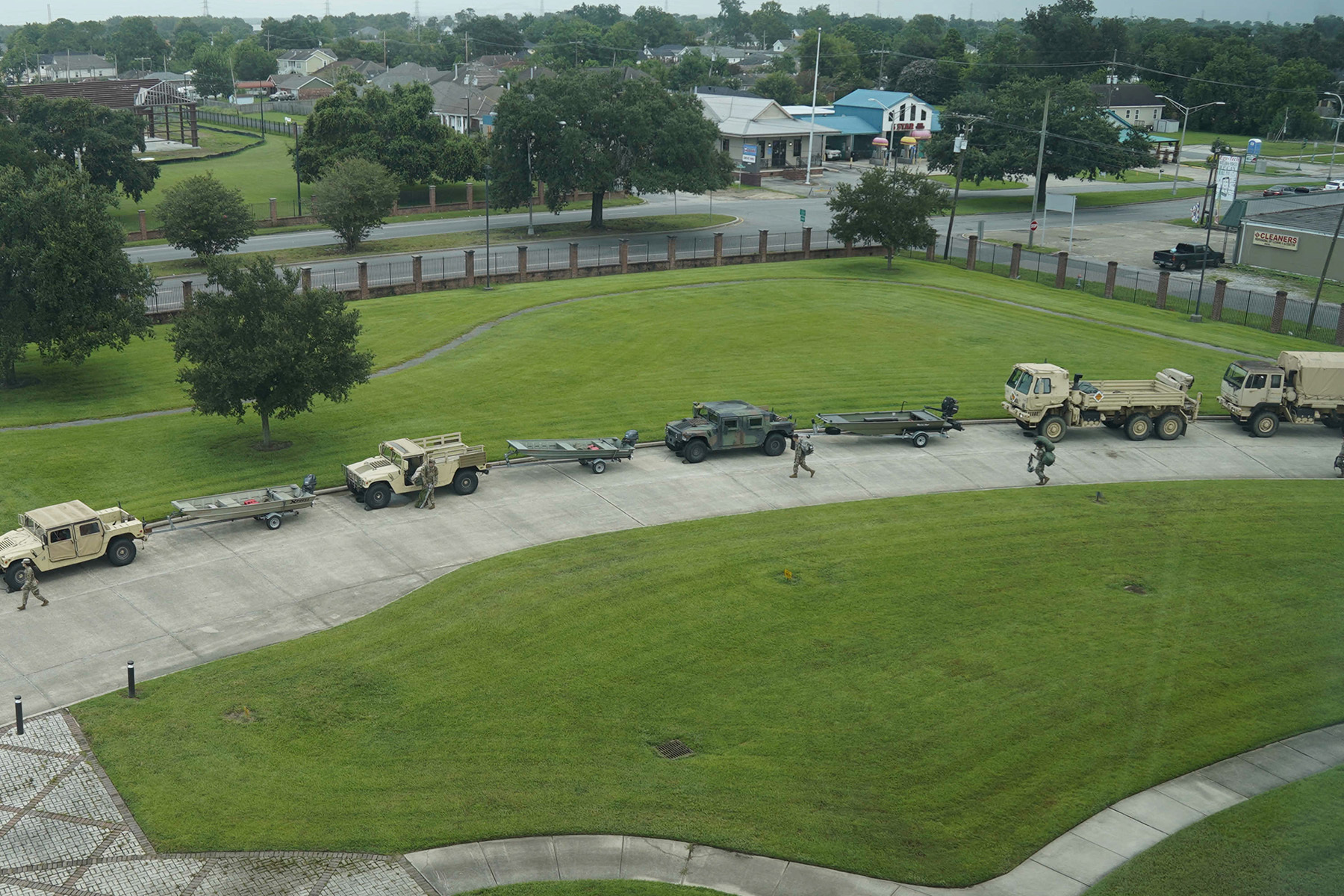
Préparatifs par la Garde nationale de Louisiane.

Des alertes d'ouragans ont été émises dès le 27 août, pour la côte louisianaise jusqu'au panhandle de Floride. Cela incluait un avertissement d'onde de tempête de plus de 4,9 m pour la Louisiane, de 2 à 3 m la côte du Mississippi, de 1 à 1,5 m pour celle de l'Alabama et de 0,3 à 0,9 m pour le panhandle de Floride. À l'approche d’Ida, des veilles et des avertissements de tornade ont été émis pour certaines parties de la Louisiane, de l'Alabama et du Mississippi le 29 août. Un risque élevé de crues soudaines a été publié le même jour, englobant une grande partie de la Nouvelle-Orléans et des régions avoisinantes avec une zone étendue d'accumulation de 250 à 600 mm de pluie.
Le 26 août, le gouverneur John Bel Edwards a déclaré l'état d'urgence en prévision de la tempête. Il a mentionné qui le système de digue à la Nouvelle-Orléans, qui a été renforcé depuis l'ouragan Katrina, serait mis à rude épreuve. Le 28 août, la mairesse de la Nouvelle-Orléans LaToya Cantrell a émis un ordre d'évacuation obligatoire pour toutes les parties de la ville qui se trouvent en dehors de sa zone de protection contre les inondations. Le même jour, le président Joe Biden a signé une déclaration d'urgence pour la Louisiane.
Les activités et événements furent annulés dans les zones menacées. Par exemple, le 27 août, le match de football américain préparatoire de la NFL entre les Cardinals de l'Arizona et les Saints de La Nouvelle-Orléans prévu pour le lendemain a été annulé. Dans le Mississippi, au moins 15 districts scolaires et universités ont reçu l'ordre de fermer le lundi 30 août 2021, ainsi qu'une douzaine de casinos. Entergy Mississippi s'attendait à des dommages importants au système dans la région métropolitaine de Jackson. Le 30 août, les avertissements de forte pluie ont été étendus aux vallées du Tennessee et de l'Ohio ainsi que pour la région médio-atlantique des États-Unis le long du trajet prévu de la tempête.

### Canada
Le Service météorologique du Canada a émis des bulletins météorologiques spéciaux et des avertissements pour l'Est du Québec, la Nouvelle-Écosse, l'Île-du-Prince-Édouard, le sud-est du Nouveau-Brunswick et Terre-Neuve pour des pluies abondantes le 1er septembre pour les jours suivants avec les restes d’Ida. Les prévisions étaient pour une vaste zone de 30 à 60 millimètres avec des régions pouvant recevoir jusqu'à 100 millimètres. De plus, les vents devaient souffler en rafales jusqu'à 70 ou 80 km/h,.

## Impacts
| Pays       | Décès | Dommages (milliards $US) | Réf.   |
| ---------- | ----- | ------------------------ | ------ |
| Cuba       | 0     | 0,250                    | [ 1 ]  |
| États-Unis | 77    | 65                       | ,      |
| Venezuela  | 20    | N/D                      | [ 40 ] |
| Total      | 97    | 65,25                    |        |

### Venezuela
En tant qu'onde tropicale, Ida a déclenché des inondations dans l'ouest du Venezuela le 23 août, tuant 20 personnes,.

### Cuba
Sur l’île de la Jeunesse à Cuba, les vents et les pluies n’ont entraîné que des dégâts mineurs pour l’agriculture et arraché des toits. La télévision a montré des dizaines d’arbres renversés dans la province. De nombreuses maisons ont également été détruites par des vents forts et des branches d'arbres ont été cassées à La Coloma, Pinar del Río. Los Palacios et Consolación del Sur ont également perdu de l'électricité, selon un journal local de la province. Dans premier estimé, Ida a coûté 40 millions de dollars en pertes d'assurance et 100 millions de dollars en dommages à Cuba. La firme AON a estimé les pertes totales à 250 millions $US ou plus en octobre.

### États-Unis
| État          | Pluie max (mm) | Rafale max (km/h) |
| ------------- | -------------- | ----------------- |
| Alabama       | 285            | 87                |
| Connecticut   | 230            |                   |
| Floride       | 208            | 87                |
| Louisiane     | 400            | 277               |
| Kentucky      | 119            |                   |
| Maine         | 108            |                   |
| Massachusetts | 241            |                   |
| New Jersey    | 252            |                   |
| New York      | 227            |                   |
| Ohio          | 131            |                   |
| Pennsylvanie  | 240            |                   |
| Mississippi   | 335            | 110               |
| Rhode Island  | 250            |                   |
| Tennessee     | 172            |                   |

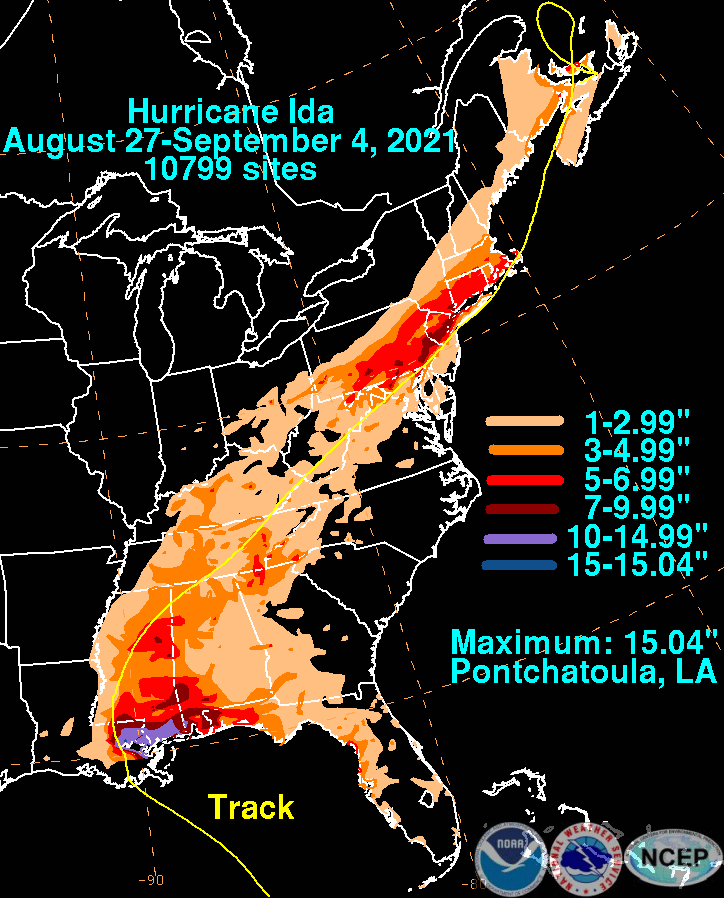
Accumulations de pluie aux États-Unis et une partie du Canada en pouces.

Plus d’un million de foyers ont été privés d'électricité selon le site spécialisé PowerOutage.US. La garde nationale et plus de 5 200 personnes de l’agence américaine de gestion d’urgence (FEMA) ont été déployés pour venir en aide aux sinistrés. En plus de la pluie et des vents, le National Weather Service a rapporté au moins 19 tornades allant de EF-0 à EF-3,,. Une nappe de pétrole est observée en mer dans le golfe du Mexique au large de Port Fourchon, en Louisiane. Au moins 77 personnes sont mortes dans le pays.

#### Alabama
Sept tornades de faible intensité ont touché tout l'Alabama. Deux électriciens sont morts à Adger alors qu'ils réparaient les dommages du réseau électrique causés par la tempête.

#### Louisiane
De graves dommages ont été rapportés dans les zones côtières de la Louisiane, notamment à la Nouvelle-Orléans, Golden Meadow, Houma, Galliano, LaPlace et Grand Isle. Il est tombé en général de 200 à 300 mm sur l'État avec un maximum de 400 mm à la station de Rigolets-Slidell, alors que les rafales ont atteint jusqu'à 277 km/h selon National Weather Service. Un anémomètre à Grand Isle a cependant enregistré une rafale de 238 km/h avant d'être détruit par le vent. Des photos aériennes ont été publiées montrant une destruction à grande échelle, des débris et des inondations dans les zones touchées,.

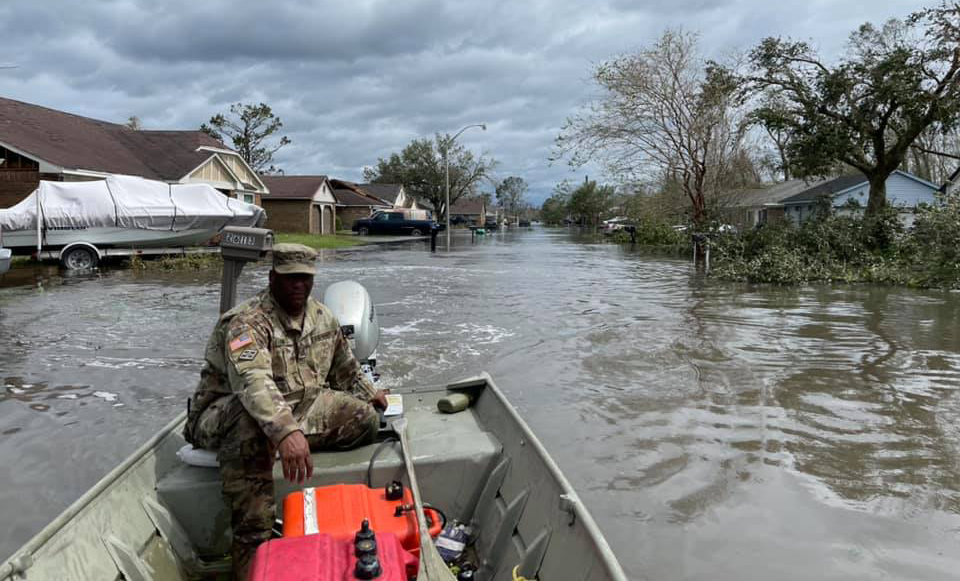
Inondation à LaPlace près de La Nouvelle-Orléans.

À Houma, des conditions de blanc dehors ont été enregistrées, avec des débris volants et de nombreuses maisons endommagées ou détruites,. Un avertissement d'inondation urgent a été émis pour Braithwaite lorsqu'une des digues a été dépassée,. À Galliano, de nombreuses maisons ont été détruites, des arbres ont été déracinés, des voitures renversées et des lignes électriques abattues. L'hôpital général Lady of the Sea a été endommagé, perdant une grande partie de son toit,. Grand Isle a été rendu inhabitable alors que 10 à 12 ruptures dans une digue ont entraîné des dommages à 100 % des structures, dont 40 % ont été complètement détruites ou ont été transformées en un simple amoncellement de débris, incluant le commissariat. L'électricité coupée, l'île était également couverte d'environ 91 cm de sable.
Des dégâts importants ont été enregistrés dans le Vieux carré français de la Nouvelle-Orléans, notamment des toits détruits et des effondrements de bâtiments. Presque toute la ville a perdu l'électricité en raison de dommages importants aux lignes de transmission, tandis qu'environ 1 million de personnes dans tout l'État ont été privées d'électricité.L'un des traversiers utilisés à travers le fleuve Mississippi s'est libéré de son amarrage pendant l'ouragan, a dérivé sur le fleuve, puis s'est échoué. L'une des sections du barrage de Gulf Outlet a été dépassée par l'onde de tempête et l'USGS a enregistré que le fleuve Mississippi près de Belle Chasse remontait son cours en raison du volume d'eau,,.
Des dommages sévères ont été signalés dans la paroisse de Jefferson où le toit de presque toutes les maisons ont été soufflés. Une importante tour de transmission d'électricité a été tordue et détruite, ce qui a entraîné des pannes de courant généralisées. Quatre hôpitaux de l'État ont été endommagés, selon l'Agence fédérale de gestion des urgences (FEMA).
Huit pieds d'eau débordaient les digues paroissiales. Le producteur d'électricité Entergy a fermé la centrale nucléaire de Waterford en raison de la perte d'alimentation électrique du réseau. Le refroidissement a été maintenu grâce aux générateurs diesel de secours. Le niveau d'alerte le plus bas, « événement inhabituel », a alors été émis, sans dommage matériel important signalé,.
Le 30 août, les dommages assurés étaient estimés à au moins 15 milliards $US de dollars selon Bloomberg en Louisiane.
Le 31 août, un homme de 71 ans est mort après avoir été mutilé par un alligator alors qu'il marchait dans les eaux de crue à Slidell,.
Un homme s'est noyé à la Nouvelle-Orléans après avoir tenté de conduire son véhicule dans les eaux de crue. À Prairieville, un homme a été tué lorsqu'un arbre est tombé sur sa maison pendant l'ouragan,. Un homme de 24 ans a été retrouvé mort à La Nouvelle Orléans, la cause du décès semblait être par une intoxication au monoxyde de carbone (CO). Dans la même ville, 12 personnes, dont 7 enfants, ont été hospitalisées pour intoxication au CO. Dans la paroisse voisine de Saint-Tammany, neuf personnes ont été hospitalisées pour la même cause. Un homme de la paroisse de Saint-Jacques a été tué lorsque son abri de jardin lui est tombé dessus pendant le passage de l'ouragan. Au 5 septembre, le nombre de morts s'élevait à 13 dans l'État.

#### Mississippi
Il est tombé de 200 à 300 mm sur l'État avec un maximum de 335 mm à la station de Baie Saint-Louis, alors que les rafales ont atteint jusqu'à 110 km/h à l'aéroport international de Gulfport-Biloxi. Plus de 113 000 personnes étaient sans électricité le 30 août. Cependant, Biloxi a été très peu endommagé, probablement parce que de nombreux arbres faibles et morts et des structures de qualité inférieure avaient déjà été soufflés par l'ouragan Zeta l'année précédente.
Deux personnes ont été tuées  à l’ouest de Lucedale, et au moins 10 autres ont été blessées quand un trou dans l'autoroute d'État 26, causé par les pluies, a englouti leurs véhicules. Le trou s'étendait sur environ 15 à 18 m et avait de 6 à 9 m de profondeur. Selon le National Weather Service, il est tombé plus de 200 millimètres de pluie sur la région.

#### Nord-est des États-Unis

##### Tornades

Boucle des images radar sur la région du Nord-Est des États-Unis le 1 septembre. Les polygones montrent les zones en alerte de tornade ou d'orages violents.

Une série de tornades a ravagé la région métropolitaine de Philadelphie le 1er septembre, piégeant des personnes dans leurs maisons, endommageant des bâtiments, renversant des arbres et des lignes électriques et laissant des dizaines de milliers de maisons et d'entreprises sans électricité. Une d'elles d'intensité EF-1 est passé le long d'un corridor entre Edgewater Park (New Jersey) et Bristol (Pennsylvanie) et a provoqué une rare alerte extrême pour la région,.
Au New Jersey, une tornade d'intensité EF-3 a détruit plusieurs maisons à Mullica Hill, Comté de Gloucester. Une tornade EF2 a causé des dommages à Fort Washington et dans le canton de Horsham dans le comté de Montgomery, en Pennsylvanie, faisant tomber des arbres et des lignes électriques, ainsi qu'arrachant le toit du département de police d'Upper Dublin. Également en Pennsylvanie, une tornade EF-1 a frappé le canton de Buckingham dans le comté de Bucks et une tornade a touché le sol à Oxford dans le comté de Chester. Une tornade a causé des dommages considérables à Annapolis (Maryland).
Dans le Massachusetts, une tornade EF-0 a touché Dennis dans la région du Cap Cod. Plus de 81 740 pannes de courant ont été signalées dans la nuit du 1er septembre dans le New Jersey.
Des avertissements de tornade ont également été émis pour certaines parties de la région métropolitaine de New York, y compris le comté de Westchester (New York), et certaines parties du comté de Fairfield et de la ville de Ridgefield dans le Connecticut.

##### Pluie et inondations

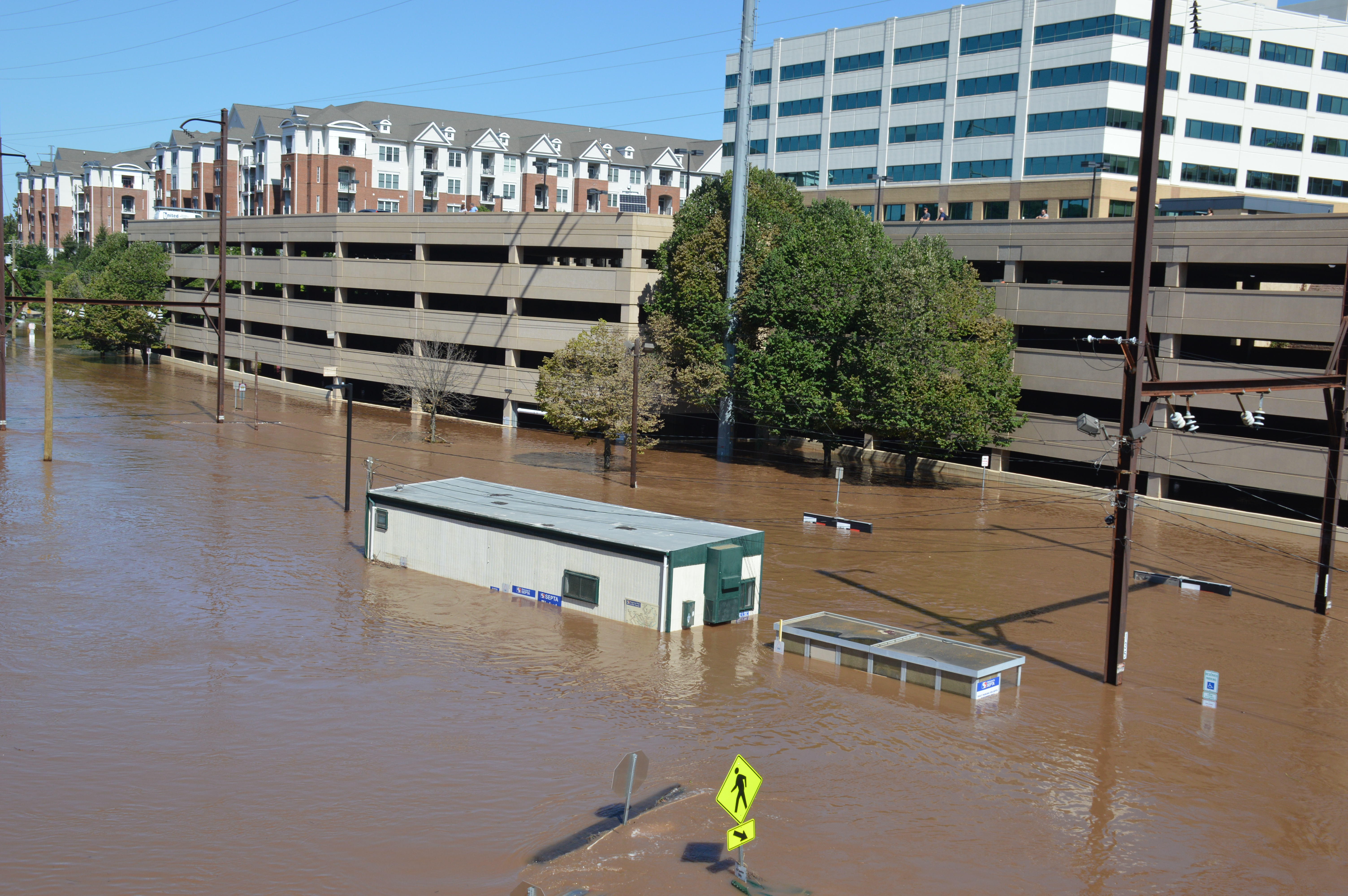
Inondations à Conshohocken (Pennsylvanie) le 2 septembre.

Ida était le troisième système tropical en autant de semaines à passer le Nord-Est des États-Unis, après Fred et Henri, ces derniers laissant le sol saturé et plus sujet aux inondations,. La tempête a produit également de multiples tornades destructrices alors qu'elle se déplaçait dans la région. Dans le comté de Frederick (Maryland), dix élèves et le chauffeur d'autobus ont dû être secourus lorsque leur autobus scolaire a été pris dans une inondation.
De fortes pluies et d'importantes inondations se sont produites dans l'est de la Pennsylvanie. La rivière Schuylkill a inondé des portions de Philadelphie, dont une partie de l'Interstate 676 (Vine Street Expressway),. Des portions de Trenton (New Jersey) ont été évacuées en raison des inondations causées par la tempête.
Jusqu'à 230 mm de pluie sont tombés sur certaines parties du Connecticut, entraînant des inondations généralisées. Un policier d'État du Connecticut est mort que sa voiture ait été emporté par les eaux de crue de la rivière Pomperaug dans le comté de Litchfield. Des précipitations totales similaires ont été enregistrées dans le Rhode Island voisin, et les rivières de l'État ont atteint un stade d'inondation modéré.
Dans le sud-est du Massachusetts, New Bedford a reçu 240 mm de pluie. Plus de 81 740 pannes de courant ont été signalées dans la nuit du 1er septembre dans le New Jersey. Près de Philadelphie, quatre personnes sont décédées selon les autorités locales.

##### Région de New York

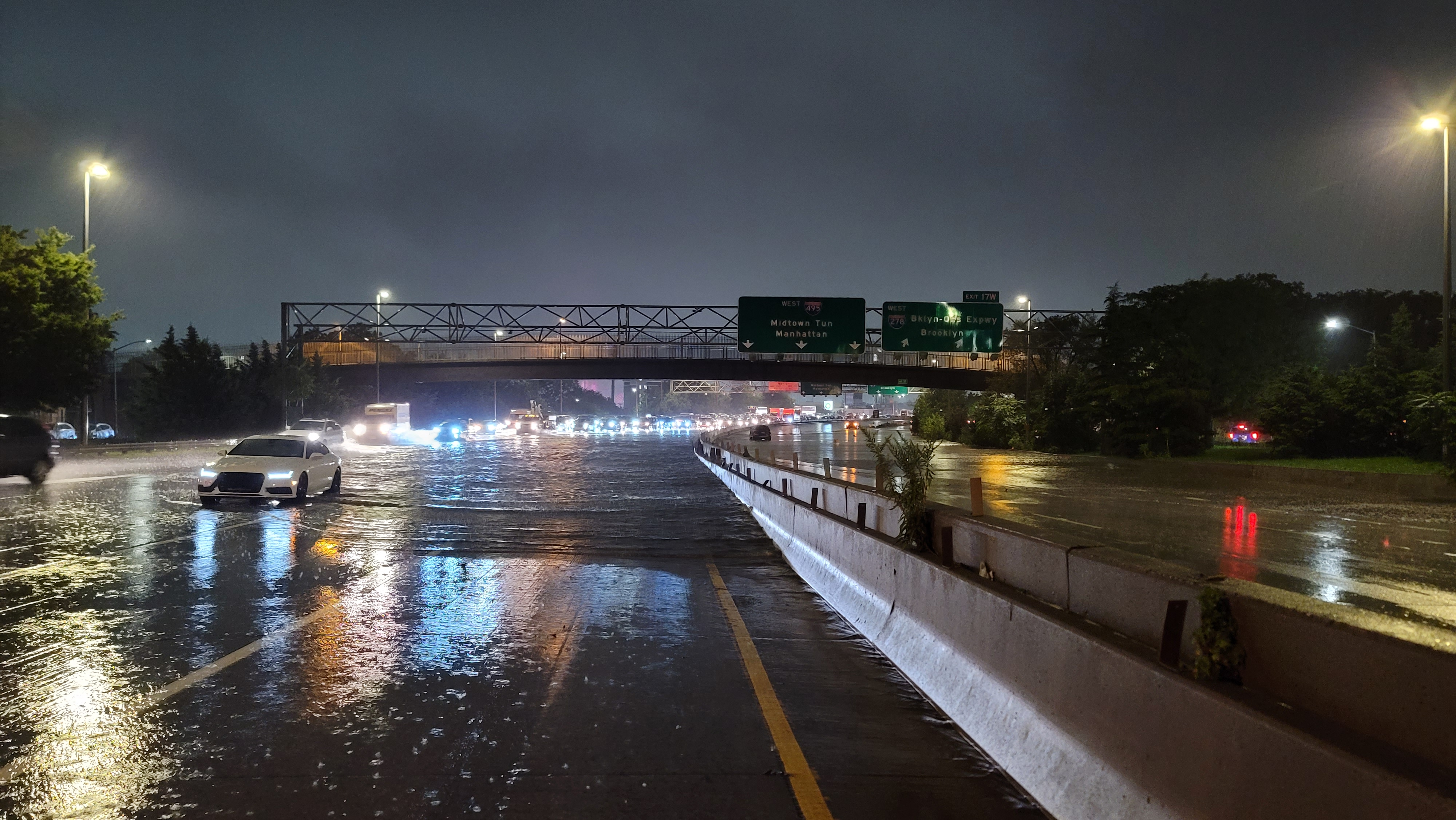
Le Long Island Expressway à New York, inondé par les pluies.

Le bureau de la ville de New York du National Weather Service a émis sa première alerte de crue soudaine en réponse à de graves inondations dans le Nord-Est du New Jersey, suivie une heure plus tard par la première alerte pour la ville de New York elle-même. Des inondations généralisées ont fermé une grande partie du système de métro de la ville de New York ainsi qu'une grande partie des systèmes de trains de banlieue du New Jersey Transit, du Long Island Railroad et du Metro-North Railroad.
Dans la ville de New York, il y a eu au moins 17 morts selon la police, dont plusieurs pris au piège et noyées dans leurs sous-sols dans des logements de fortunes au pied des immeubles de Manhattan, Queens ou Brooklyn,. Parmi les décès, il y avait un garçon de 2 ans, sa mère de 48 ans et son père de 50 ans à Woodside, Queens. Des centaines de résidents ont été secourus par les pompiers. Un policier au trafic routier est décédé au Connecticut. Au New Jersey, au moins 27 personnes ont perdu la vie selon le gouverneur Phil Murphy, la plupart prises au piège dans leur voiture,.
À Westchester, des dizaines de véhicules étaient encore immergés jusqu’au toit le 2 septembre et des sous-sols de la côte Est dévastés par les eaux montant parfois jusqu’à 60 cm, et ont rapportait 3 décès. Le National Weather Service a enregistré un record absolu de 80 mm de pluie en une heure à Central Park à New York. De nombreuses stations du réseau de métro de New York ont été inondés, coupant le service. La pluie torrentielle a aussi inondées rues, avenues, voies rapides qui se sont soudainement transformées en torrents. Il est tombé dans le même temps 82 mm à Newark et 71 mm à Somerset non loin au New Jersey.

### Canada
En 24 heures, il est tombé de 80 à 100 mm dans le sud du Nouveau-Brunswick, avec un maximum de 102,3 mm à Grand Manan et des rafales de plus de 70 km/h. Ailleurs dans la province, les accumulations ont oscillé entre 50 et 90 mm et les vents ont atteint 88 km/h sur l’île Miscou. En Nouvelle-Écosse, les quantités ont été similaires avec un pic de 125 mm à l'île Brier et des rafales allant jusqu'à 125 km/h au Cap-Breton. À l’Île-du-Prince-Édouard, les vents n’ont pas dépassé les 100 km/h mais il est tombé jusqu'à 142,5 mm de pluie à Stanhope et près de 130 mm à Charlottetown, alors que les records de pluie quotidienne ont été fracassés à Charlottetown et Summerside,.
Au Québec, la pluie diluvienne laissant 100 mm sur les îles de la Madeleine a éventré des bouts de routes, notamment près de L'Étang-du-Nord et dans le secteur du Havre-Aubert. Les écoles ont suspendu leurs cours du 3 septembre. Il est aussi tombé en général entre 50 et 80 mm sur la Gaspésie, l'île d'Anticosti et la Basse-Côte-Nord selon le Service météorologique du Canada,. Les pluies ont causé des inondations, forcé l'évacuation de plusieurs maisons et d'une résidence pour aînés, ainsi qu'occasionné des fermetures de routes, dans la région de Grande-Vallée à Rivière-au-Renard en Gaspésie où les cumuls ont dépassé 100 mm. De plus, les vents ont atteint 80 à 110 km dans les mêmes régions causant une forte onde de tempête.
À Terre-Neuve, il est tombé de 30 à 60 mm sur le centre et l'ouest de l'île avec un maximum de 66,8 mm à la station de LaScie (près de Baie Verte). Les vents ont atteint 110 km/h à Wreckhouse ainsi que 88 km/h à Stephenville sur le sud-ouest.

## Répercussions et aide
La tempête a interrompu la quasi-totalité de la production pétrolière de la côte du golfe du Mexique, représentant environ 15 % du total américain. Les raffineries de la Louisiane ont également été fermées, ce qui représente 12,5 % de la capacité du pays. Le Colonial Pipeline a été partiellement fermé à cause de l'ouragan. Cette combinaison de facteurs a fait grimper les prix des produits pétroliers et de l'essence aux États-Unis. Le passage de l'ouragan a aussi causé un déversement de pétrole selon les garde-côtes américains alors qu'au moins un pipeline de 12 pouces (30,5 cm) de diamètre a été déplacé de son emplacement initial dans une tranchée près de Port Fourchon et semble ouvert.

### En Louisiane

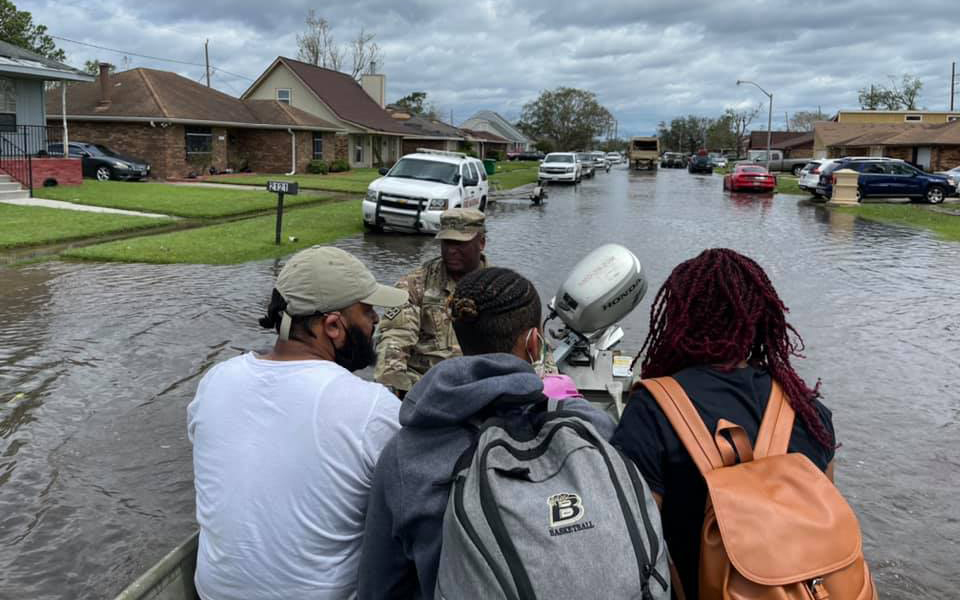
Sauvetage par la Garde nationale de Louisiane à LaPlace près de La Nouvelle Orléans.

On estime qu'il faut environ quatre semaines pour se remettre de la panne d'électricité massive à la Nouvelle-Orléans. Le Massachusetts a envoyé une équipe de 80 membres, composée de techniciens médicaux d'urgence, de médecins, de spécialistes en structure, communication et logistique, et de techniciens en salle d'urgence, à Baton Rouge dès le 29 août. Des États comme le Texas et la Caroline du Sud, ainsi que des organisations nationales à but non lucratif, ont collecté des dons à distribuer aux victimes et à aider aux opérations de recherche et de sauvetage,.
Plus de 5 000 membres de la garde nationale ont été déployés et plus de 25 000 travailleurs dans tout le pays sont venus soutenir les efforts de rétablissement. Le président américain Joe Biden a déclaré une catastrophe majeure dans l'État, ce qui a permis un financement supplémentaire pour la récupération. Les conditions météorologiques étouffantes après le passage Ida ont aggravé la qualité de vie de nombreux survivants sans électricité ni nourriture alors qu'un avertissement de chaleur accablante touchait plus de 2 millions de personnes. Les gens ont fui sur leurs toits à l'extérieur de la Nouvelle-Orléans pour échapper aux eaux de crue. Les autorités ont déclaré que le courant pourrait ne pas être rétabli avant un mois dans certaines zones, un délai qui pourrait mettre la vie en danger en raison de la chaleur intense.
La Garde nationale de Louisiane a envoyé environ 200 véhicules en haute mer, ainsi que plus de 70 bateaux de sauvetage et 30 hélicoptères. Dans l'après-midi du 30 août, 191 personnes et 27 animaux de compagnie ont été sauvés par des équipes ayant vérifié 400 maisons. Le gouverneur John Bel Edwards a déclaré que les dégâts étaient « catastrophiques » et que les responsables pensent que le nombre de morts « pourrait augmenter considérablement ». L'Université Tulane a annoncé son intention d'évacuer son campus de tous les étudiants restants et de les emmener à Houston (Texas). De nombreuses personnes ont fui vers les magasins pour obtenir de la nourriture et de l'eau, et vers les stations-service pour obtenir du carburant.
Le 30 août, il a été annoncé que le match de football universitaire entre Tulane et Oklahoma prévu pour le 4 septembre était déplacé de la Nouvelle-Orléans à Norman (Oklahoma), bien que Tulane soit toujours considéré comme l'équipe à domicile. Le 3 septembre, le deuxième match à domicile de Tulane contre l'université d'État Morgan, prévu pour le 11 septembre, a été déplacé au Legion Field à Birmingham (Alabama). Le tournoi de volleyball de Tulane prévu du 17 au 18 septembre a également été déplacé à Birmingham à l'intérieur du Bartow Arena. Tous les fans ont été autorisés à assister gratuitement aux deux événements.
Le 31 août, les Saints de la Nouvelle-Orléans ont annoncé qu'ils prévoyaient d'utiliser une installation provisoire dans la région de Dallas-Fort Worth pendant les quatre premières semaines de la saison 2021 de la NFL. Le jour suivant, leur premier match régulier de saison contre les Packers de Green Bay prévue le 12 septembre a été déplacé au TIAA Bank Field à Jacksonville (Floride).

### Dans le Nord-Est des États-Unis
L'état d'urgence a été déclaré à New York et au New Jersey, y compris la ville de New York, par les gouverneurs Kathy Hochul et Phil Murphy ainsi que le maire Bill de Blasio. Plusieurs districts scolaires publics du New Jersey ont retardé ou annulé les cours en raison d'inondations ou de dommages causés par les intempéries.
L'aéroport international Liberty de Newark a subi des inondations et tous les départs ont été annulés le jour du déluge. Les opérations ont repris le lendemain matin, avec des retards et des annulations. Le 2 septembre, il a été annoncé qu'en raison des inondations majeures autour du stade SHI, Le match d'ouverture de football universitaire entre les universités Rutgers et Temple prévu ce jour-là serait reporté au 4 septembre. Le gouverneur du Connecticut, Ned Lamont, a également déclaré l'état d'urgence pour l'ensemble de l'État à la suite d'inondations généralisées.
De nombreuses équipes de secours ont été envoyées dans des bateaux sur les rues inondées le lendemain de la tempête à Philadelphie, dans le nord du Delaware et dans certaines parties de l'État de New York. Des milliers de sauvetages ont eu lieu rien qu'en Pennsylvanie ce jour-là, et les premiers intervenants ont aidé à mettre à l'abri les passagers des rames de métro à l'arrêt la nuit des inondations à New York. Certains sont restés bloqués pendant toute la nuit.

## Retrait
Le 27 avril 2022, le Comité des ouragans de l’Organisation météorologique mondiale (OMM) a supprimé Ida des listes futures de noms utilisés pour les cyclones tropicaux de l’Atlantique Nord. Avec plus de 65 milliards $US (de 2021) de dommages et près de 100 morts directs et indirects, cet ouragan de catégorie 4 a particulier touché les États-Unis. Ce sont les dégâts graves à catastrophiques dans le sud-est de la Louisiane avant de devenir une dépression extratropicale et donner de fortes pluies et des inondations meurtrières dans le nord-est du pays qui ont mené à la demande de retrait par les États-Unis.